# Charles Devens
Charles Devens, född den 4 april 1820 i Charlestown, Massachusetts, död den 7 januari 1891 i Cambridge, Massachusetts, var amerikansk politiker, jurist och militär.
Devens studerade juridik vid Harvard Law School. Han inledde sin politiska karriär i delstatspolitiken i Massachusetts som medlem av whigpartiet. 1849-1853 var han sheriff och i den egenskapen var han 1851 tvungen att återlämna en förrymd slav, Thomas Sims, till sin ägare. Han försökte köpa Sims frihet, men misslyckades.
Devens deltog i amerikanska inbördeskriget och befordrades till överste 1861 och till brigadgeneral (Brigadier General) 1862. Han sårades vid Ball's Bluff 1861, vid Seven Pines (också känd som slaget vid Fair Oaks) 1862 och i slaget vid Chancellorsville 1863. 1865-1866, efter krigsslutet, var han kommendör för militärdistriktet i Charleston, South Carolina. Hans rang där, Bvt. Maj. Gen., innebar en tillfällig befordran till generalmajor utan generalmajorens (Major General) lön. Senare ledde han veteranorganisationen Grand Army of the Republic.
1873-1877 och 1881-1891 var han domare i delstaten Massachusetts högsta domstol (Supreme Judicial Court).
Devens tjänstgjorde som USA:s justitieminister under president Rutherford B. Hayes 1877-1881.